# João de Capistrano
São João de Capistrano, O.F.M. (Capestrano, 24 de junho de 1386 – Villach, 23 de outubro de 1456) foi um religioso italiano e inquisidor. Em 1690, foi canonizado pela Igreja Católica Apostólica Romana.

## Biografia
Era filho de um barão alemão.
João cursou os Estudos Jurídicos na Universidade de Perúgia. Tendo se tornado um jurista, depois foi nomeado governador da cidade, mas foi preso quando a cidade foi ocupada por uma família rival daquela que o apoiava.
Sua conversão ocorreu na prisão. Uma vez livre, inspirado por São Francisco, obteve a nulidade de seu casamento, vendeu seus bens e doou o dinheiro aos pobres e tornou-se um franciscano em Perúgia, onde conheceu Bernardino de Siena e o defendeu quando foi acusado de heresia por sua devoção ao nome de Jesus.
Foi assistente de Bernardino de Siena quando esse foi supervisor das comunidades franciscanas de observância rigorosa.
Como sacerdote, ele liderou sua atividade apostólica no norte e leste da Europa, especialmente no leste da Hungria, ou seja, na Transilvânia, onde foi consultor do governador João Corvino no Castelo de Corvin.
Sua pregação visava renovar os costumes cristãos e combater as heresias. Ele também atuou como inquisidor em processos contra judeus.
Foi enviado pelo Papa como seu representante para países de língua alemã, como Áustria, Baviera e Polônia, onde se mostrou extremamente zeloso em suas tentativas de converter hereges (em particular fraticellis e hussitas), judeus e Igreja Ortodoxa Grega na Transilvânia.
Contribuiu na solução de um conflito entre as cidades Lanciano e Ortona, oficializado no dia 17 de fevereiro de 1427.
Em 1456, ele foi enviado pelo Papa Calisto III (1455-1458), juntamente com alguns outros frades, para pregar durante a Cruzada contra o Império Otomano, que havia invadido a península balcânica, inclusive para as tropas cristãs durante o Cerco de Belgrado de 1656.
Morreu em 23 de outubro de 1456, em Ilok, cidade situada no que, atualmente, é o extremo leste da Croácia.
Foi canonizado em 16 de outubro de 1690 pelo Papa Alexandre VIII (1689-1691).
Deixou uma obra escrita em dezessete volumes.
É o Padroeiro do Serviço de Assistência Religiosa do Exército Brasileiro.

## Ligações exteriores
- São João de Capistrano, religioso, +1456, evangelhoquotidiano.org